# SETE Linhas Aéreas

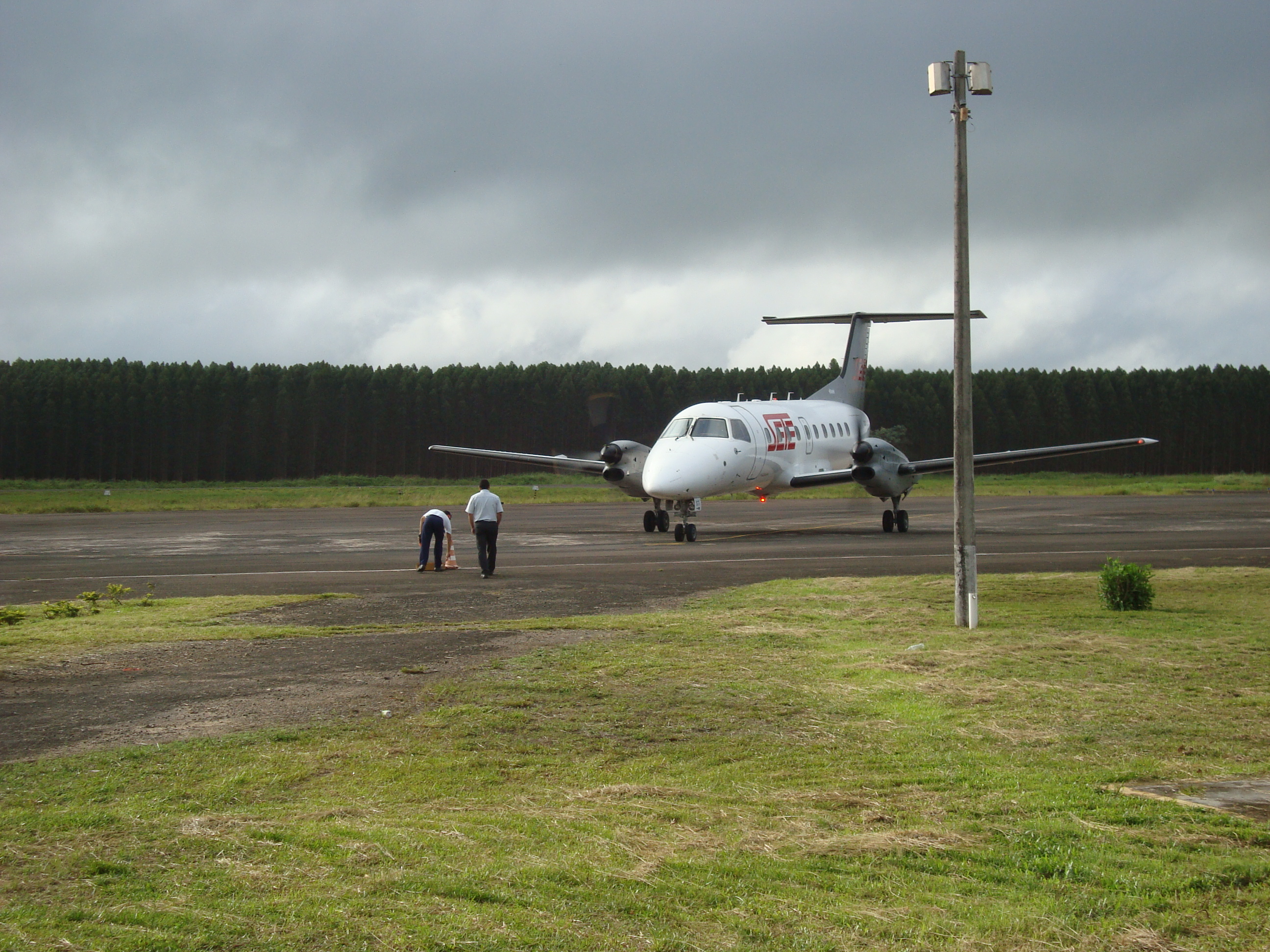
Embraer EMB 120

SETE Linhas Aéreas (Serviços Especiais de Transportes Executivos), що діє як SETE — регіональна авіакомпанія Бразилії зі штаб-квартирою в місті Гоянія, що працює на ринку внутрішніх пасажирських авіаперевезень країни.
Згідно зі звітом Національного агентства цивільної авіації Бразилії в 2010 році частка пасажирських перевезень SETE Linhas Aéreas в країні становила 0,03 % на внутрішніх маршрутах за показником перевезених пасажирів на кілометр дистанції.

## Історія
Авіакомпанія була утворена в 1976 році бізнесменом Ролімом Адолфо Амару (засновником TAM Airlines) як авіаційне підприємство, яке займалося ремонтом і технічним обслуговуванням суден інших авіакомпаній, а також роботою у сфері послуг авіації загального призначення. У 1980 році компанія була продана Луїсу Роберту Віделле, який за власні кошти придбав перший літак Mitsubishi в парк перевізника.
У 1995 році SETE побудувала власний літаковий ангар в аеропорту Гоянії і з 1998 року почала надавати послуги щодо забезпечення роботи мобільних бригад швидкої медичної допомоги (санітарна авіація). У 1999 році авіакомпанія отримала дозвіл на відкриття та обслуговування регулярних пасажирських маршрутів всередині країни, до того часу флот перевізника складали три літака Cessna 208B Grand Caravan. До 2010 року повітряний парк авіакомпанії виріс до шести лайнерів.

## Маршрутна мережа
Станом на жовтень 2010 року маршрутна мережа регулярних пасажирських перевезень авіакомпанії Sete Linhas Aéreas включала в себе такі пункти призначення:
- Арагуаіна — Аеропорт Арагуаіна
- Белен — Міжнародний аеропорт імені Хуліо Сезара Рібейру
- Бразиліа — Міжнародний аеропорт Бразиліа
- Парауапебас
- Консейсан-ду-Арагуая
- Конфреза
- Гоянія — Міжнародний аеропорт Санта-Женев'єва
- Гурупі
- Мараба
- Мінасу
- Оріландія-ду-Норті
- Палмас — Аеропорт Палмас
- Реденсан
- Сантана-ду-Арагуая
- Сан-Феліс-ду-Арагуая
- Сан-Феліс-ду-Шингу

## Флот
У грудні 2010 року повітряний флот авіакомпанії SETE Linhas Aéreas становили такі літаки: